# جاك بيتي
جاك بيتي هو لاعب هوكي جليد كندي، ولد في 2 أكتوبر 1907 في Ibstock ‏ في المملكة المتحدة، وتوفي في 26 ديسمبر 1990 في Chemainus ‏ في كندا.

## وصلات خارجية
- جاك بيتي على موقع دوري الهوكي الوطني (الإنجليزية)
- جاك بيتي على موقع قاعة مشاهير الهوكي (لاعب أن.إتش.أل) (الإنجليزية)
- جاك بيتي على موقع EliteProspects.com (الإنجليزية)
- جاك بيتي على موقع HockeyDB.com (الإنجليزية)
- جاك بيتي على موقع Hockey-Reference.com (الإنجليزية)